# Aa en Hunze
Aa en Hunze este o comună în provincia Drenthe, Țările de Jos. Comuna este numită după două localități: Drentsche Aa și Hunze.

## Localități componente
Achter 't Hout, Amen, Anderen, Anloo, Annen,Annerveenschekanaal, Balloërveld, Balloo, Bareveld, Bonnen, Bonnerveen, Bosje, Bovenstreek, Deurze, Eext, Eexterveen, Eexterveenschekanaal, Eexterzandvoort, Ekehaar, Eldersloo, Eleveld, Gasselte, Gasselterboerveen, Gasselterboerveenschemond, Gasselternijveen, Gasselternijveenschemond, Gasselternijveenschemond Eerste Dwarsdiep, Gasselternijveenschemond Tweede Dwarsdiep, Gasteren, Geelbroek, Gieten, Gieterveen, Gieterzandvoort, Grolloo, De Hilte, Kostvlies, Marwijksoord, Nieuw-Annerveen, Nieuwediep, Nijlande, Nooitgedacht, Oud-Annerveen, Papenvoort, Rolde, Schipborg, Schoonlo, Schreierswijk, Spijkerboor, Streek, Torenveen, Veenhof, Vredenheim.